# Refosco
Refosco eller Refošk (slovenska) är en familj av blå vindruvor och odlas i Slovenien i kustlandet med norra Istrien, på halvön Istrien i Kroatien, nordöstra Italien. De vanligaste druvsorterna i familjen är Refosco dal Peduncolo Rosso och Terrano (som även kallas Teran, Refosco eller Refošk).
Dess vin med samma namn är mörkt violettrött och moget går till tegelrött med en syrlig smak och aromer av till exempel röda vinbär, björnbär och hallon samt en aning . Med tiden utvecklar sig de fruktiga aromerna till en trevlig bouquet. Vinet används ofta till olika kötträtter och pikanta ostar. Om det inte är tanninrikt serveras det vid temperaturen 16 °C resp. vid  18 °C, om det har mycket tannin. Refoscovinet vinner inte på lagring.
På den röda karstmarken (italienska terra rossa, slovenska jerovica) ger refoscodruvan vinet Teran.

## Historia
Många historiska källor baserar sig på det faktum att Refosco är en av flera inhemska vinstocksarter i Friuli Giulia (slo. Furlanska krajina). Mer exakt påstås den härröra från ett område mellan Karst och Kopers kustland.

## Mark
Denna sort är speciell då den anpassar sig till olika marktyper, även krävande märgel- och lerjordar, som lätt eroderar.

## Vinstocken
Bladet hos denna sort är mörkgrön och oregelbundet koniskt tandad. Bladskaftet och bladnerven är röda. Vinstocken är motståndskraftig mot många sjukdomar. Knopparna ger riklig skörd. Det är bäst att plantera den i breda rader.

## Druvklasen
Druvklasen hos denna sort är ganska stor och mycket grenig. När druvorna mognar är den ganska mörkröd. Druvorna är elliptiska, av medelstorlek och täckta av ett relativt tunt skal. Druvköttet är syrligt. Ibland mognar inte druvorna rätt och blir då ljusfärgade. De innehåller tre avlånga kärnor.

## Vinet
Vid kusten, närmare bestämt i den slovenska byn Marezige, har man varje år en traditionell Refoskfestival, där man anordnar tävlingar i vinkvalitet samt har vinprovning.